# Biblia Gigante de Maguncia
La Biblia gigante de Maguncia es un manuscrito iluminado de la Biblia Vulgata en dos volúmenes, de grandes dimensiones, realizado hacia los años 1452-1453, probablemente en Maguncia o alrededores.  
Destaca por su belleza, por ser una de las últimas biblias manuscritas realizada antes de la invención de la imprenta en Occidente, y por sus posibles conexiones con la Biblia de Gutenberg. 

## Lugar y fecha de realización
El colofón de la biblia registra que el escriba comenzó a trabajar el 4 de abril de 1452 y terminó el 9 de julio de 1453. En torno a estas fechas, las grandes biblias, diseñadas para ser leídas desde un atril, estaban recuperando su popularidad por primera vez desde el siglo XII. En el período intermedio, habían sido habituales pequeñas biblias de mano.
Aunque no se puede conocer con certeza el lugar de confección, varios indicios lo vinculan con Maguncia, incluido el estilo de decoración. El estilo de la escritura también sugiere un origen en algún lugar de la región del Medio o Bajo Rin, y se sabe que la biblia fue propiedad de la Catedral de Maguncia desde al menos 1566.

## Descripción

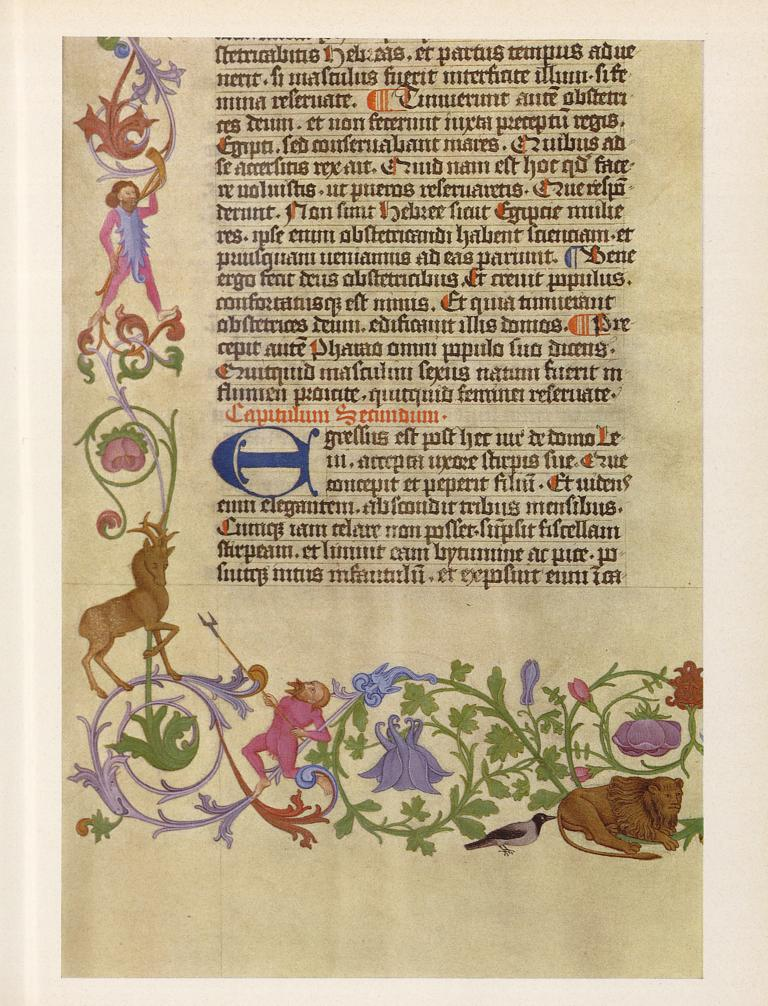
Detalle de otra página

La biblia fue escrita por un solo escriba en pergamino de alta calidad. Las páginas miden 576 x 405 mm (22,6 x 15,9 pulgadas) y el texto está organizado en 2 columnas de 60 líneas, con amplios márgenes. Hay decoraciones en una variedad de estilos, por más de un artista. La decoración nunca se completó, por razones desconocidas. Solo unas pocas páginas en el primer volumen tienen los bordes iluminados complejos y finamente dibujados por los que la Biblia es conocida. 
La biblia está encuadernada en 2 volúmenes, con 244 hojas en el primero y 214 en el segundo. Es probable que falten una hoja preliminar y dos finales. La encuadernación es de piel de cerdo lisa sobre tablas de madera y es más o menos contemporánea al resto del libro. El bloque de texto está asegurado por nueve cuerdas con bandas en la cabeza y la cola de seda roja, blanca y verde.
El texto de la biblia ha sido poco estudiado pero está cerca de otras Biblias Vulgata del período.

## Propietarios
La procedencia de la biblia se conoce desde 1566 en adelante. En ese año, Heinrich von Stockheim de la catedral de Maguncia depositó en la biblioteca de la catedral. No está claro si lo donó a la catedral o simplemente lo transfirió a la biblioteca desde la capilla. En 1631 la biblioteca fue confiscada como premio de guerra por Gustavus Adolphus II de Suecia, quien entregó la Biblia a uno de sus oficiales, Bernardo de Sajonia-Weimar. Permaneció en la familia de Bernard hasta que se vendió a Lessing J. Rosenwald, a través del librero Hans P. Kraus, en 1951. En 1952 Rosenwald lo donó a la Biblioteca del Congreso. 
La biblia está en muy buenas condiciones, lo que sugiere que nunca se leyó con regularidad. No hay marcas del pulgar y muy poca decoloración en los márgenes exteriores. Fue paginada en el siglo XIX.

## Relación con la Biblia de Gutenberg

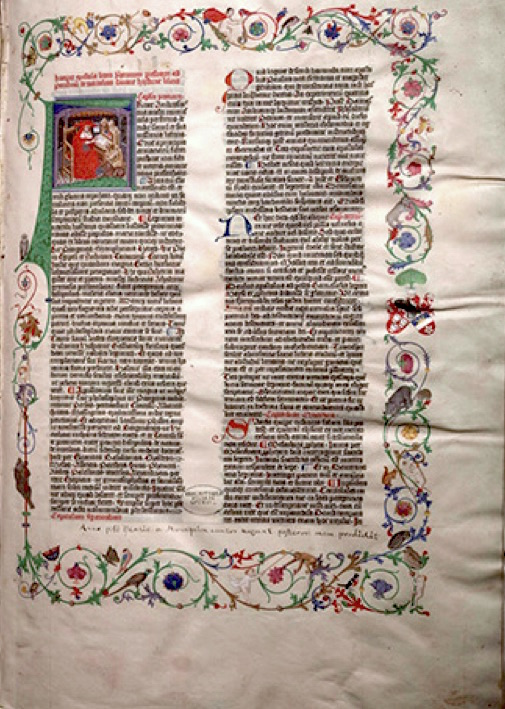
Biblia gigante de Maguncia

La Biblia gigante se escribió al mismo tiempo que Johannes Gutenberg imprimía su Biblia, y posiblemente en la misma ciudad. La Biblia de Gutenberg se inspiró claramente en las Biblias manuscritas de gran formato que se estaban escribiendo en este momento, por ejemplo, en su tamaño de página y sus amplios márgenes. Se ha especulado que la Biblia gigante fue una influencia particular en Gutenberg, pero la evidencia de esto es limitada. La tipografía de Gutenberg tiene el mismo estilo de textura, pero no parece que la mano del escriba de la Biblia Gigante fuera el modelo. El texto de la Biblia Gigante no está especialmente próximo de la Biblia de Gutenberg. 
Varios animales, humanos y flores que aparecen en los bordes decorados añadidos a algunas páginas están estrechamente relacionados con las figuras de la copia de la Biblia de Gutenberg de la Universidad de Princeton y también con la obra del Maestro de los naipes. Se asume que se utilizó el mismo libro modelo en cada caso. Se ha especulado que el maestro de los naipes trabajó en la Biblia gigante y que también pudo haber sido un socio de Gutenberg, aunque no hay pruebas contundentes de esto. La copia de Princeton de la Biblia de Gutenberg parece haber sido decorada por un artista diferente a la Biblia gigante. 